# بينيت هيل
بينيت هيل (بالإنجليزية: Bennett Hill)‏ هو مهندس أمريكي، ولد في 31 مايو 1893، وتوفي في 9 ديسمبر 1977.

## روابط خارجية
- بينيت هيل على موقع DriverDB.com (الإنجليزية)